# Doppio nodo
Doppio nodo è un singolo della cantautrice italiana Federica Abbate, in collaborazione con i rapper italiani Fred De Palma ed Emis Killa, pubblicato il 28 ottobre 2022 come primo estratto dal primo album in studio Canzoni per gli altri.

## Descrizione
Il brano, scritto dalla stessa cantautrice insieme ai due rapper con Francesco Catitti, in arte Katoo, e Rocco Pagliarulo, in arte Rocco Hunt, è prodotto da Katoo.

## Tracce
Testi e musiche di Federica Abbate, Federico Palana, Emiliano Rudolf Giambelli, Francesco Catitti e Rocco Pagliarulo.
1. Doppio nodo (feat. Fred De Palma ed Emis Killa) – 3:02

## Formazione
- Federica Abbate – voce
- Fred De Palma – voce
- Emis Killa – voce
- Francesco "Katoo" Catitti – produzione
- Giuseppe Taccini – masterizzazione, missaggio